# واين باركر
واين باركر (بالإنجليزية: Wayne Barker) هو فنان تشكيلي جنوب أفريقي، ولد في 27 يوليو 1963 في بريتوريا في جنوب أفريقيا.

## وصلات خارجية
- الموقع الرسمي